# محمد حسين دادرس
محمد حسين دادرس ( (بالفارسية: محمدحسین دادرس) هو قائد عسكري إيراني برتبة عميد يعمل حاليًا کنائب القائد العام لجيش الجمهورية الإسلامية الإيرانية.

## مهنة
عمل دادرس سابقًا كقائد للقوات البرية لجيش جمهورية إيران الإسلامية  ونائبًا منسقًا لجيش جمهورية إيران الإسلامية.